# Derek Laxdal
Derek Laxdal (* 21. Februar 1966 in Stonewall, Manitoba) ist ein ehemaliger kanadischer Eishockeyspieler und derzeitiger -trainer. Während seiner aktiven Karriere bestritt er unter anderem 67 Partien für die Toronto Maple Leafs und New York Islanders in der National Hockey League (NHL), kam allerdings überwiegend in Minor Leagues zum Einsatz. Von Dezember 2019 bis Mai 2022 fungierte er zuletzt als Assistenztrainer der Dallas Stars aus der NHL.

## Werdegang

### Spieler
Laxdal wuchs in Manitoba auf und spielte ab der Saison 1982/83 für die Portland Winter Hawks, die Brandon Wheat Kings und die New Westminster Bruins in der Western Hockey League (WHL), einer der drei höchsten Juniorenligen im kanadischen Eishockey. Beim NHL Entry Draft 1984 wurde er in der achten Runde an 151. Position von den Toronto Maple Leafs gedraftet. Bereits in der Saison 1984/85 absolvierte Laxdal die ersten Einsätze in der National Hockey League, spielte aber zunächst weiter in der WHL. Ab der Saison 1985/86 spielte Laxdal in der zweitklassigen American Hockey League (AHL) für die St. Catharines Saints bzw. Newmarket Saints. Seine erfolgreichste NHL-Saison war die Spielzeit 1988/89, in der Laxdal 41 mal für die Toronto Maple Leafs auflief und dabei neun Tore erzielte. In der folgenden Saison 1989/90 wechselte Laxdal zum Ligarivalen New York Islanders, kam aber überwiegend in den AHL-Teams Springfield Indians bzw. Capital District Islanders zum Einsatz.
Nach einer Spielzeit, in der er für das Team Canada spielte, wechselte Laxdal 1993 zum finnischen Erstligisten Ilves Tampere. Während der Saison 1993/94 wechselte Laxdal dann zur Herforder EG in die deutsche drittklassige Oberliga Nord. Mit den Ostwestfalen erreichte er die Aufstiegs-Playoffs zur 2. Bundesliga. Am Saisonende mussten die Herforder Konkurs anmelden und Laxdal kehrte nach Nordamerika zurück. Er schloss sich dem Team Roanoke Express aus der East Coast Hockey League an, bevor er 1995 zu den Humberside Hawks in die British Hockey League wechselte. Ein Jahr später wechselte Laxdal zu den Nottingham Panthers, mit denen er 1997 britischer Vizemeister wurde. 1998 wechselte er zum Ligarivalen Sheffield Steelers, bevor er ein Jahr später erneut nach Nordamerika ging und seine Karriere 2001 bei den Odessa Jackalopes beendete.
Derek Laxdal absolvierte insgesamt 67 Spiele in der National Hockey League und schoss dabei zwölf Tore. Er nahm mit der kanadischen U20-Nationalmannschaft an der Junioren-Weltmeisterschaft 1986 teil und belegte mit seiner Mannschaft bei dem im eigenen Land ausgetragenen Turnier den zweiten Platz hinter der Sowjetunion. In der Saison 1992/93 absolvierte Derek Laxdal 51 Länderspiele für das Team Canada, in denen er 13 Tore erzielte.

### Trainer
Nach seiner aktiven Karriere wurde Laxdal Trainer und war zunächst Co-Trainer der Odessa Jackalopes. Ab der Saison 2002/03 wirkte er als Trainer der Teams Wichita Thunder, Idaho Steelheads, Edmonton Oil Kings und Texas Stars. Während seiner Zeit bei den Idaho Steelheads führte Laxdal sein Team in der 2006/07 zur Meisterschaft. In der 2009/10 erhielt Laxdal den John Brophy Award als bester Trainer. Mit den Edmonton Oil Kings wurde Laxdal in den Spielzeiten 2011/12 und 2013/14 jeweils Meister der Western Hockey League und führte sein Team 2014 zum Gewinn des Memorial Cups.
Anschließend wurde Laxdal im Juli 2014 als neuer Cheftrainer der Texas Stars in der AHL vorgestellt. Diese Funktion hatte er bis Dezember 2019 inne, als er innerhalb der Organisation zum Assistenztrainer der Dallas Stars befördert wurde. Diese Position bekleidete er wiederum bis zu seiner Entlassung nach der Spielzeit 2021/22.

## Erfolge
als Spieler
- Silbermedaille bei der Junioren-Weltmeisterschaft 1986
- AHL-Meister: 1989/90
- Britischer Vizemeister: 1996/97

als Trainer
- ECHL-Meister: 2006/07
- John Brophy Award: 2009/10
- Memorial-Cup-Sieger: 2014
- WHL-Meister: 2011/12, 2013/14